# Alfonso Rodríguez de Guevara

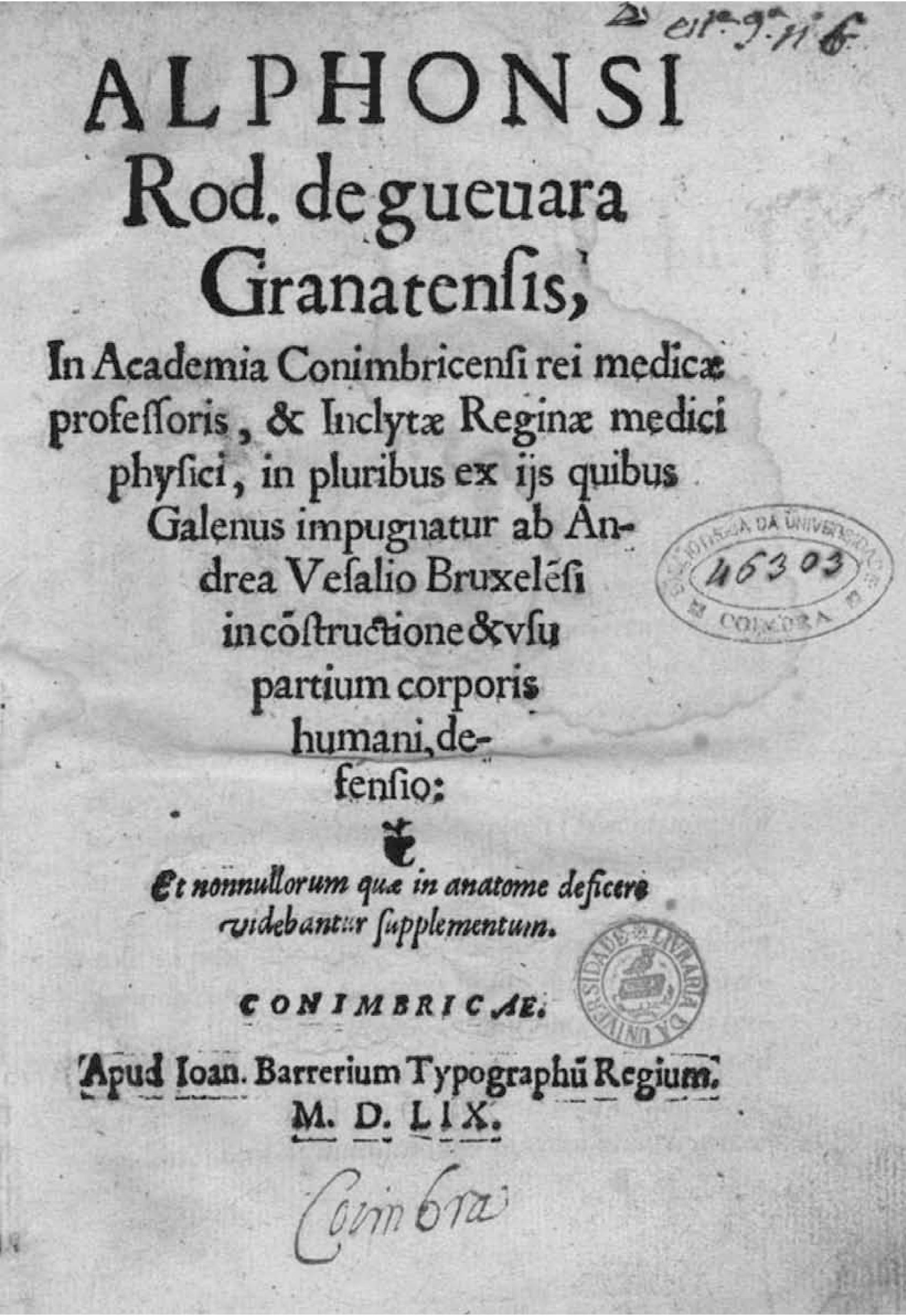
Portada de la única obra conservada de Alfonso Rodríguez de Guevara, editada en Coímbra en 1559.

Alfonso Rodríguez de Guevara, también llamado Alonso por algunos autores, (Granada, ca. 1520 – Lisboa, 1587) fue un cirujano y médico español, anatomista destacado, médico de cámara de Catalina de Austria, docente en las universidades de Valladolid y Coímbra, autor de un tratado de Anatomía, y espía al servicio de Felipe II en la corte de Lisboa, especialmente tras la muerte del rey Sebastián I.

## Formación
No se conocen datos de su biografía temprana y sobre su trayectoria formativa se sabe muy poco. Parece ser que estudió inicialmente en la Universidad de Granada y que antes de finalizar los estudios viajó a Italia para continuar su formación como médico anatomista, al parecer junto a Juan Valverde, probablemente con Realdo Colombo en alguna de las universidades donde este profesor enseñó. Algunos autores llegan a afirmar que estudió en la Universidad de Bolonia, pero sobre la formación médica y anatómica de Rodríguez de Guevara solo se conoce con seguridad que estuvo dos años formándose en Italia, que la licenciatura en medicina la obtuvo en la Universidad de Sigüenza el 28 de marzo de 1552 y que se doctoró en la misma especialidad en la Universidad de Coímbra el 14 de noviembre de 1557.

## Ejercicio profesional
Después de regresar de Italia, al parecer en 1550, impartió durante veinte meses un curso de anatomía en la Universidad de Valladolid que incluía la disección de un cadáver, según autorización del Consejo Real de marzo de 1551, como se había hecho en la Baja Edad Media en universidades de la Corona de Aragón, siendo el primer anatomista que impartía clases sobre un cadáver en Castilla. A este curso acudieron consagrados médicos, como el doctor Bernardino Montaña de Monserrate, que lo era de cámara del emperador Carlos V. Algunos autores afirman que le fue encomendada entonces la cátedra de anatomía recién creada en dicha universidad.
Para impartir este curso contaba con el título de cirujano. La obtención del grado de licenciado por la Universidad de Sigüenza en 1552, y no por la de Valladolid de la que era catedrático, según unos, y docente en cualquier caso, ha provocado sospechas de que quizá Rodríguez de Guevara tuvo que recurrir a la compra del título en una «universidad silvestre» al carecer de un estatuto de limpieza de sangre claro por su posible condición de converso.
En 1556, parece que por indicación de Felipe II, marchó a Lisboa como médico de cámara de la reina Catalina de Austria. En el Hospital de Todos os Santos de la capital portuguesa organizó cursos en los que enseñó Anatomía y Cirugía. A pesar de residir y ejercer en Lisboa, fue nombrado en ese mismo año catedrático de Anatomía de la Universidad de Coímbra y en septiembre del año siguiente fue encargado de la cátedra de Cirugía en la misma universidad. En cualquier caso, la docencia de Rodríguez de Guevara en Coímbra fue muy irregular, con frecuentes periodos de ausencia motivados por sus estancias en Lisboa u otras ciudades del imperio. Se cree que por no poder practicar la Anatomía en cadáveres humanos, dejó ambas cátedras en 1561 y fue nombrado físico del Hospital de Todos os Santos y también profesor de Anatomía en el mismo centro en sustitución de Duarte Lopes, médico de cámara de Juan III.
Acompañó a rey Sebastián I en la expedición portuguesa de intervención en Marruecos y cayó prisionero el 4 de agosto de 1578 en la batalla de Alcazarquivir. Gracias a su origen castellano fue liberado pronto y aparece de nuevo en Lisboa a principios de 1579, continuando con sus labores anatómicas y de espionaje.
De estas últimas actividades se tiene noticia documental por una carta fechada el 19 de febrero de 1579 remitida por Cristóbal de Moura solicitando a Felipe II  «que se me dé lo que pido para el medico, porque con este tiempo es la mejor espia que tenemos».

## Obra
Escribió la obra titulada In pluribus ex iis quibus Galenus impugnatur ab Andrea Vesalio Bruxelensi in constructione et usu partium corporis humani, defensio: et nonnullorum quae in anatome deficero videbantur supplementum, publicada en Coímbra en 1559, en la que revisa las opiniones contrapuestas de Vesalio y Galeno sobre treinta y seis problemas anatómicos concretos, adoptando una posición defensora de las posiciones de Galeno, aunque reconociéndole algunos errores, y mostrándose de acuerdo con Vesalio e incluso elogiando sus aciertos en algún caso aislado.